# Noord-Thürings voetbalkampioenschap 1932/33
In 1932/33 werd het achttiende en laatste voetbalkampioenschap van Noord-Thüringen gespeeld, dat georganiseerd werd door de Midden-Duitse voetbalbond. Erfurter SC werd kampioen en plaatste zich voor de Midden-Duitse eindronde. De club versloeg in de eersterodne VfL Olympia 08 Duderstadt met 13:1 (vorig jaar verloor de club nog met 9:7). Hierna versloeg de club SpVgg Gelb-Rot Meiningen en verloor dan van PSV 1921 Chemnitz. 
Na dit seizoen kwam de Nationaalsocialistische Duitse Arbeiderspartij aan de macht en werd de competitie grondig geherstructureerd. De overkoepelende voetbalbonden werden afgeschaft en ruimden plaats voor 16 Gauliga's. De clubs uit Noord-Thüringen gingen in de nieuwe Gauliga Mitte spelen, waarvoor de top twee zich plaatste. De nummers drie en vier kwalificeerden zich voor de Bezirksklasse Thüringen, die nu de nieuwe klasse werd. De overige clubs bleven in de Noord-Thüringse competitie die als Kreisklasse Nordthüringen nu de derde klasse werd. Geen van de andere clubs wist zich in de volgende jaren op te werken naar de Gauliga. Enkel SpVgg Erfurt kon op enig succes rekenen door twee keer vicekampioen te worden.

## Gauliga
| Plaats | Club                     | Wed. | W  | G | V  | Saldo | Ptn.  |
| ------ | ------------------------ | ---- | -- | - | -- | ----- | ----- |
| 1.     | Erfurter SC 1895         | 18   | 15 | 1 | 2  | 68:26 | 31:5  |
| 2.     | SpVgg 02 Erfurt          | 18   | 13 | 3 | 2  | 65:26 | 29:7  |
| 3.     | FV 1907 Germania Ilmenau | 18   | 10 | 3 | 5  | 71:44 | 23:13 |
| 4.     | SC 1911 Stadtilm         | 18   | 10 | 3 | 5  | 46:24 | 23:13 |
| 5.     | Sportring BV 1897 Erfurt | 18   | 8  | 2 | 8  | 37:48 | 18:18 |
| 6.     | VfB 1904 Erfurt          | 18   | 7  | 1 | 10 | 37:47 | 15:21 |
| 7.     | TSG Gispersleben         | 18   | 6  | 2 | 10 | 43:57 | 14:22 |
| 8.     | SV 1909 Arnstadt         | 18   | 4  | 3 | 11 | 33:58 | 11:25 |
| 9.     | Post SV Erfurt           | 18   | 3  | 4 | 11 | 32:55 | 10:26 |
| 10.    | VfB Sömmerda             | 18   | 1  | 4 | 13 | 22:69 | 6:30  |

|  | Kampioen, geplaatst voor Midden-Duitse eindronde en Gauliga Mitte 1933/34 |
|  | Geplaatst voor Gauliga Mitte 1933/34                                      |
|  | Geplaatst voor Bezirksklasse Thüringen 1933/34                            |
|  | Degradatie naar Kreisklasse Nordthüringen 1933/34                         |